# Лев Белевич
Лев Ни́конович Беле́вич (біл. Леў Ніканавіч Бялевіч; 10 березня 1928, д. Богуцькі Дісьненского повіту Віленського воєводства, Польська Республіка (нині Міорський район Вітебської області Білорусі) — грудень 2015, Санкт-Петербург) — член Глибоцькой групи молодіжної підпільної організації Союз білоруських патріотів (СБП) з осені 1945. Укладений ГУЛАГу з 1947 по 1955.
У дитинстві Льва виховували в руслі беларушчини. Белевич добре знав історію Білорусі, давнє коріння білоруського державності.
|  | Ад дзядулі я ў маленстве пачуў пра паўстаньне Кастуся Каліноўскага, пра дзікія выхадкі царскага служкі Мураўёва-вешальніка. |

Після вступу в польську школу, розташовану в с. Разьдёрка, маленький Лев відразу ж потрапив в атмосферу, протилежну домашньої.
Прихід  Червоної Армії у вересні 1939 — го сім'я Белевич зустріла радісно, з великою надією на краще життя. Дядько Белевича був призначений радянською адміністрацією головою місцевої сільради. Однак разом з приходом Рад почалася інтенсивна русифікація, голодомор і репресії НКВД.
При Радах Белевич закінчив п'ять класів. У шостий клас перейшов вже під німецькою окупацією. Лев Белевич навчався в школі в селі Янза. Її директором був діяч освіти Західної Білорусі Гнат Мітла.
Взимку 1943 року радянські партизани спалили Янзенскую школу. Льву довелося ходити пішки в с. Черневич, що знаходилося за сім кілометрів. У 1943 році після закінчення Черневіцкой школи Белевич вдало склав іспити в Глибоцького прогімназію, але з огляду на важке матеріальне становище вчитися не зміг. Вже по приходу Червоної Армії (восени 1944) в Глибокому відкрилася педагогічна навчальня. Лев Белевич вступив до неї. Викладання в училище було дуже русифікованим. В знак протесту юнаки та дівчата почали об'єднуватися.
Після об'єднання Глибоцького патріотичного середовищі з гуртком однодумців з Поставськой педнавучальні і утворення об'єднаної Союзу Білоруських Патріотів Белевич належав до Глибоцькой організації СБП.
Під час розгрому СБП органами МГБ за участь в цій молодіжній організації Лев Белевич був заарештований 8 лютого 1947. Причину швидкої поразки Белевич бачити в власної необережності тодішніх молодих патріотів і провокаторстве одного з учасників СБП, який виявився співробітником енкаведистів.
Після суду над СБП в Мінську, який відбувся 16-20 червня 1947 Белевич був засуджений за ст. 63-I КК БРСР на 10 років позбавлення волі.
До літа 1948-го відбував термін у таборі «Червоне урочище» під Мінськом. Працював на будівництві мінського автомобільного заводу. Потім був направлений в Інтинські табори (Комі АРСР). Лев Белевич разом з Василем Супруном, Костянтином Шішея, Шостаковичем організували земляцьких гурток, який був білоруським центром в системі таборів навколо Інти.
З табору був звільнений в 1955 в часи так званої хрущовської «відлиги». Після повернення в Білорусь одружився з Марією Бабич, також колишнім членом СБП. З 1956 року разом з дружиною переїхав знову під Інти, де працював шахтарем.
30 жовтня 1992 реабілітований Верховним судом Білорусі.
Помер в грудні 2015 року в Санкт-Петербурзі.

## Цитати
|  | Якщо в повоєнний час нас було дуже мало, то зараз тисячі юнаків і дівчат сміливо йдуть під біло-червоно-білим прапором, захищаючи свободу і незалежність нашої країни. Я вірю, перемога буде на їхньому боці. |